# David Musial
David Musial (* 19. Oktober 1975 in Opava, Tschechoslowakei) ist ein ehemaliger deutsch-tschechischer Eishockeyspieler, der in Deutschland unter anderem für die Iserlohn Roosters, Krefeld Pinguine, Grizzly Adams Wolfsburg und die Dresdner Eislöwen aktiv war. Seit seinem Karriereende 2014 arbeitet er als Trainer, seit Januar 2024 beim HC Luzern in der 1. Liga Ost.

## Karriere
Musial spielte in Deutschland zum ersten Mal im Jahre 1993, als er im Kader des EV Landshut stand. Zur Spielzeit 1994/95 wechselte er zu den Adler Mannheim, mit denen er fortan in der Deutschen Eishockey Liga spielte. Der Rechtsschütze absolvierte in den zwei Jahren, in denen er bei den Adlern unter Vertrag stand, 100 Ligaspiele und erzielte dabei 34 Scorerpunkte. Im Sommer 1996 kehrte er in seine tschechische Heimat zurück. Dort konnten ihn die Verantwortlichen des damaligen Erstligisten HC Olomouc von einem Engagement in Tschechien überzeugen. Musial blieb allerdings nur eine Saison beim HC und schloss sich daraufhin dem Ligakonkurrenten HC ZPS Barum Zlín an.

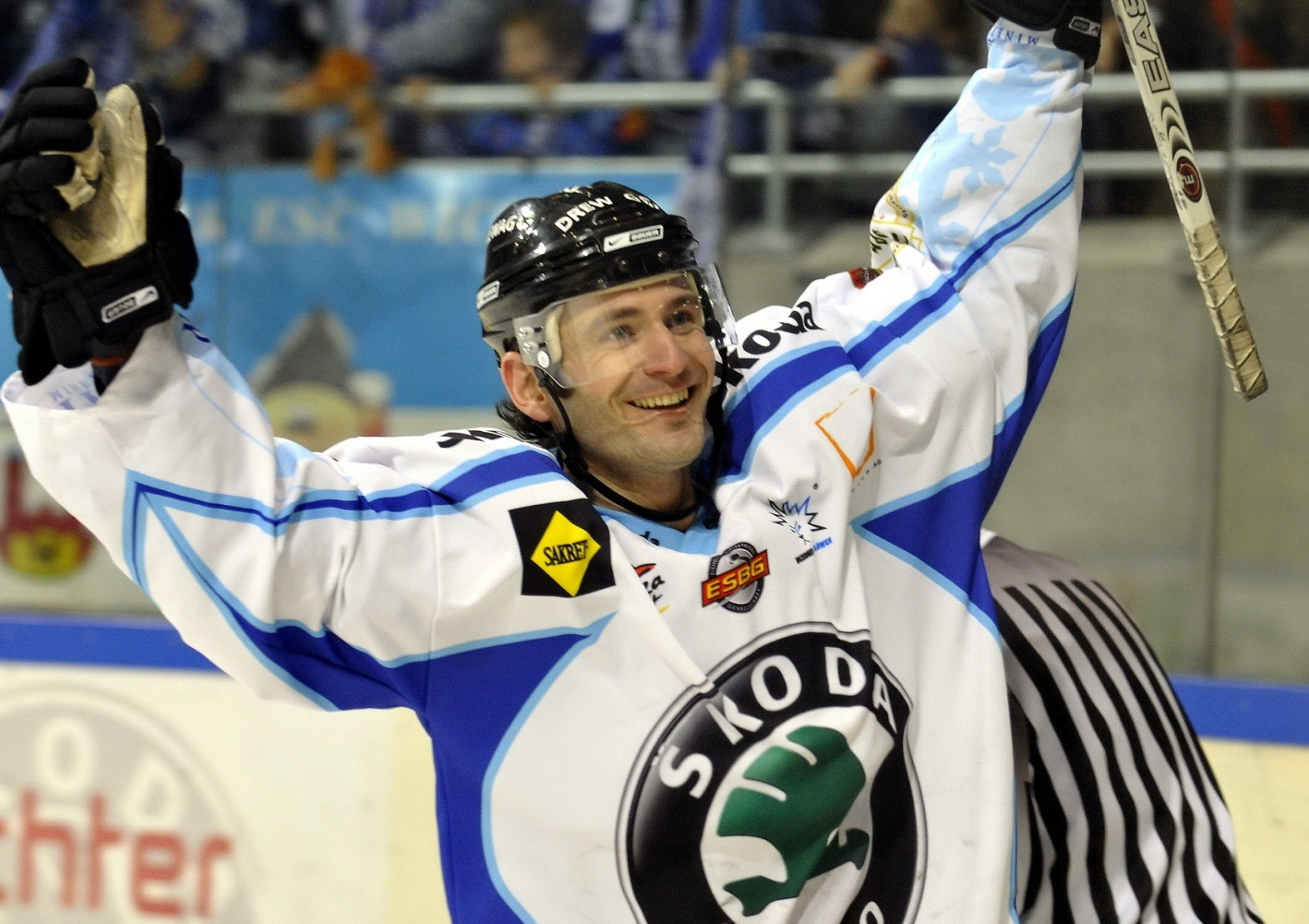
David Musial im Trikot der Dresdner Eislöwen

Nachdem er zur Spielzeit 1997/98 zu den Moskitos Essen in die 2. Bundesliga wechselte, entwickelte sich der gelernte Verteidiger zu einem der Leistungsträger im Team. So erzielte er in 25 Partien, 14 Punkte. Während der laufenden Saison unterschrieb er einen Kontrakt beim Deggendorfer EC, der damals ebenfalls in der zweithöchsten deutschen Spielklasse aktiv war. Dort beendete er das Spieljahr und konnte seine Punkteausbeute erneut steigern. Erstmals in seiner Karriere gelang es ihm, mehr Scorerpunkte zu erzielen, als Spiele absolviert zu haben (34 Spiele, 36 Scorerpunkte). In den folgenden fünf Jahren wechselte David Musial mehrmals den Verein und spielte in dieser Zeit für die Erding Jets, für den ES Weißwasser, für die Iserlohn Roosters, sowie für die Heilbronner Falken.
Zur Saison 2002/03 verpflichtete ihn das Management der Krefeld Pinguine, mit denen er nach einem 2:3-Finalsieg in einer Best-of-Five-Serie gegen den rheinischen Rivalen Kölner Haie die deutsche Meisterschaft gewann. Anschließend verließ er den KEV wieder und schloss sich den Grizzly Adams Wolfsburg an, die damals in der 2. Bundesliga aktiv waren. Am Ende der Spielzeit 2003/04 konnte er mit den Grizzly Adams in die Deutsche Eishockey Liga aufsteigen, in der er in der folgenden Saison zu weiteren 47 Einsätzen kam. Letzten Endes konnte er an seine früheren Leistungen in der DEL nicht mehr anknüpfen und entschied sich, nachdem sein Vertrag in Wolfsburg nicht verlängert wurde, für die Dresdner Eislöwen. Dort blieb er insgesamt zweieinhalb Jahre und wechselte im Januar 2008 aufgrund von Unstimmigkeiten zu den Hannover Indians. Im Sommer 2008 erhielt er ein Vertragsangebot des Zweitligisten REV Bremerhaven, welches er annahm und damit in der Spielzeit 2008/09 für den REV Bremerhaven aufs Eis geht. Zur nächsten Saison wechselte Musial zu Cracovia in die polnische Ekstraliga.
Zur Saison 2010/2011 wechselte Musial als Spielertrainer zum Bayernligisten 1. EV Weiden. Im Dezember 2010 trat er von seinen Aufgaben als Trainer zurück und war in der Folge ausschließlich als Spieler aktiv. Vor der folgenden Spielzeit verlängerte er seinen Vertrag mit dem EV Weiden um ein Jahr. Im Heimspiel um die Meisterschaft in der Bayernliga gab der 1. EV Weiden die Vertragsverlängerung für die Saison 2012/13 bekannt. Nach der erfolgreichen Oberligasaison mit den Blue Devils Weiden erlitt er in Spiel 6 gegen den EC Peiting einen Rippenbruch. Bei der Saisonabschlussfeier verlängerte er seinen Vertrag um ein weiteres Jahr und ging somit in seine vierte Spielzeit bei den Blue Devils. Nach einem schwachen Saisonstart überwarf er sich mit dem Trainer der Blue Devils, Wiktor Proskurjakow, und wechselte am 9. Dezember 2013 zum EV Regensburg.

### Trainerlaufbahn
2014 beendete er seine Karriere und arbeitet seit 2015 als Trainer. Seine erste Station als Trainer war der HC Slezan Opava, anschließend folgte der HC Nový Jičín, die Dunaújvárosi Acélbikák und ab 2018 der Debreceni EAC. Dort wurde er im November 2021 entlassen; einen neuen Job erhielt er im Januar 2022 in derselben Funktion beim italienischen Verein HC Gherdëina mit Spielbetrieb in der multinationalen Alps Hockey League. Knapp ein Jahr später wurde er freigestellt. Zur Saison 2023/24 schloss er sich dem HC Luzern an, zunächst als Cheftrainer für das U20-Team und als Assistent von Thomas Bracher bei der ersten Mannschaft. Nachdem Bracher im Januar 2024 entlassen worden war, nahm Musial seinen Posten ein.

## Erfolge und Auszeichnungen
- 2003 Deutscher Meister mit den Krefeld Pinguinen
- 2006 Teilnahme am ESBG-Allstar-Game und „Fastest Skater“-Wettbewerb
- 2012 Vizemeister der Bayernliga mit den Blue Devils Weiden

## Karrierestatistik
(Legende zur Spielerstatistik: Sp oder GP = absolvierte Spiele; T oder G = erzielte Tore; V oder A = erzielte Assists; Pkt oder Pts = erzielte Scorerpunkte; SM oder PIM = erhaltene Strafminuten; +/− = Plus/Minus-Bilanz; PP = erzielte Überzahltore; SH = erzielte Unterzahltore; GW = erzielte Siegtore; 1 Play-downs/Relegation; Kursiv: Statistik nicht vollständig)